# Kinetoskias
Genre
Kinetoskias est un genre de Bryozoaires arborescents de la famille des Bugulidae.

## Liste d'espèces
Selon World Register of Marine Species (15 avril 2016) :
- Kinetoskias arabianensis Robertson, 1921
- Kinetoskias arborescens Danielssen, 1868
- Kinetoskias beringi Kluge, 1953
- Kinetoskias cyathus (Wyville Thomson, 1873)
- Kinetoskias elegans Menzies, 1963
- Kinetoskias elongata Harmer, 1926
- Kinetoskias mitsukuri Janagi & Okada, 1918
- Kinetoskias mitsukurii Yanagi & Okada, 1918
- Kinetoskias oblongata Liu, 1982
- Kinetoskias pocillum Busk, 1881
- Kinetoskias sileni d'Hondt, 1975
- Kinetoskias smitti Danielssen, 1868
- Kinetoskias uniserialis (Hincks, 1884)
- Kinetoskias vegae Menzies, 1963